# Сан-Марино на летних Олимпийских играх 2012
Сан-Марино принимала участие в летних Олимпийских играх 2012 года, которые проходили в Лондоне (Великобритания) с 27 июля по 12 августа, где её представляли 4 спортсмена в четырёх видах спорта. На церемонии открытия Олимпийских игр флаг Сан-Марино несла стрелок из гладкоствольного ружья Алессандра Перилли.
На летних Олимпийских играх 2012 Сан-Марино вновь не сумела завоевать свою первую олимпийскую медаль. Однако, она была очень близка к завоеванию олимпийской медали. Знаменосец Алессандра Перилли в дисциплине трап заняла четвёртое место, уступив двум спортсменкам лишь в «перестрелке». При этом Перилли стала единственной кто квалифицировался на Игры: остальные выступали на Олимпиаде по специальным приглашениям.

## Состав и результаты

### Лёгкая атлетика
Женщины
Беговые виды
| Соревнование | Спортсмены       | Отборочный раунд | Отборочный раунд | Отборочный раунд | Четвертьфинал         | Четвертьфинал         | Четвертьфинал         | Полуфинал             | Полуфинал             | Полуфинал             | Финал                 | Финал                 |
| Соревнование | Спортсмены       | Забег            | Результат        | Место            | Забег                 | Результат             | Место                 | Забег                 | Результат             | Место                 | Результат             | Место                 |
| ------------ | ---------------- | ---------------- | ---------------- | ---------------- | --------------------- | --------------------- | --------------------- | --------------------- | --------------------- | --------------------- | --------------------- | --------------------- |
| 100 метров   | Мартина Претелли | 4                | 12,41            | 3                | Завершила выступление | Завершила выступление | Завершила выступление | Завершила выступление | Завершила выступление | Завершила выступление | Завершила выступление | Завершила выступление |

### Плавание
Женщины
| Соревнование              | Спортсмены  | Отборочный раунд | Отборочный раунд | Отборочный раунд | Полуфинал             | Полуфинал             | Полуфинал             | Финал                 | Финал                 | Итоговое место |
| Соревнование              | Спортсмены  | Заплыв           | Результат        | Место            | Заплыв                | Результат             | Место                 | Результат             | Место                 | Итоговое место |
| ------------------------- | ----------- | ---------------- | ---------------- | ---------------- | --------------------- | --------------------- | --------------------- | --------------------- | --------------------- | -------------- |
| 100 метров вольным стилем | Клелия Тани | 3                | 58,29            | 8                | Завершила выступление | Завершила выступление | Завершила выступление | Завершила выступление | Завершила выступление | 38             |

### Стрельба
Женщины
| Соревнование | Спортсмены         | Квалификация | Квалификация | Финал | Финал | Итоговое место |
| Соревнование | Спортсмены         | Очки         | Место        | Очки  | Место | Итоговое место |
| ------------ | ------------------ | ------------ | ------------ | ----- | ----- | -------------- |
| Трап         | Алессандра Перилли | 71           | 5            | 93    | 4     | 4              |

### Стрельба из лука
Мужчины
| Соревнование              | Спортсмены     | Квалификация | Квалификация | 1/32 финала          | 1/16 финала          | 1/8 финала           | Четвертьфинал        | Полуфинал            | Финал                | Место |
| Соревнование              | Спортсмены     | Очки         | Место        | Соперник Результат   | Соперник Результат   | Соперник Результат   | Соперник Результат   | Соперник Результат   | Соперник Результат   | Место |
| ------------------------- | -------------- | ------------ | ------------ | -------------------- | -------------------- | -------------------- | -------------------- | -------------------- | -------------------- | ----- |
| Индивидуальное первенство | Эмануеле Гуиди | 589          | 64           | KORЛим Дон Хён П 0:6 | Завершил выступление | Завершил выступление | Завершил выступление | Завершил выступление | Завершил выступление | 33    |